# Pusta Tušimlja
Pusta Tušimlja (cyr. Пуста Тушимља) – wieś w Serbii, w okręgu raskim, w mieście Novi Pazar. W 2011 roku liczyła 18 mieszkańców.